# Dinteracanthus
 (juin 2025).
Si vous disposez d'ouvrages ou d'articles de référence ou si vous connaissez des sites web de qualité traitant du thème abordé ici, merci de compléter l'article en donnant les références utiles à sa vérifiabilité et en les liant à la section « Notes et références ».
Genre
Dinteracanthus est un genre de plantes à fleurs de la famille des Acanthaceae, de la sous-famille des Acanthoideae, de la tribu des Ruellieae et de la sous-tribu des Dinteracanthinae. Les espèces sont originaires d'Afrique avec une répartition allant de l'Angola à la Namibia.
C'est le genre type et seul genre de sa sous-tribu.
Le nom de genre a été donné en l'honneur de Kurt Dinter (1868–1945), un botaniste et explorateur du Sud-Ouest de l'Afrique allemand.

## Liste des espèces
- Dinteracanthus acetabulus
- Dinteracanthus asper
- Dinteracanthus diversifolius
- Dinteracanthus kaokoanus
- Dinteracanthus marlothii (espèce type)

## Publication originale
- Clarke C.B., 1915. Vierteljahrsschrift der Naturforschenden Gesellschaft in Zürich 60: 416.